# Dirk Ommeln
Dirk Ommeln (* 5. Februar 1968 in Johannesburg) ist ein deutscher Politiker (CDU).

## Leben und Beruf
Nach dem Abitur in Kirchheim unter Teck studierte Ommeln Politikwissenschaft, Soziologie und öffentliches Recht. Von 1993
bis 1996 war er Referent bei einem Bundestagsabgeordneten. Anschließend war er in Stuttgart bei einem Wirtschaftsdienstleister und einer Public-Relations-Agentur angestellt. 2001 wechselte er zu EnBW. Ommeln wohnt in Wernau, ist verheiratet und hat drei Kinder.

## Politik
Von 1991 bis 1999 gehörte Ommeln dem Vorstand der CDU in Kirchheim unter Teck an. Darüber hinaus wurde er 1993 in den Vorstand des CDU-Kreisverbands Esslingen am Neckar gewählt. Von 2000, als er für die ausgeschiedene Abgeordnete Gisela Meister-Scheufelen nachrückte, bis 2001 war er Mitglied im Landtag von Baden-Württemberg. Er vertrat dort den Wahlkreis Kirchheim.